# Denis Pankratov
Denis Vladimirovitj Pankratov (ryska: Денис Владимирович Панкратов), född 4 juli 1974, är en före detta simmare från Ryssland som vann dubbla OS-guld 1996 på 100 meter samt 200 meter fjärilsim.
Han vann även ett lag-silver på 4x 100 meter i samma OS.
Vid världsmästerskapen i simsport 1994 tog Pankratov fyra medaljer.

### Fotnoter
1. ↑  ”Denis Pankratov Bio, Stats, and Results - Olympics at Sports.reference.com”. sportsreference.com. Sportsreference. Arkiverad från originalet den 4 oktober 2015. https://web.archive.org/web/20151004061138/http://www.sports-reference.com/olympics/athletes/pa/denis-pankratov-1.html. Läst 15 oktober 2015.
2. ↑  HistoFINA - SWIMMING MEDALLISTS AND STATISTICS AT FINA WORLD CHAMPIONSHIPS (50M) Arkiverad 24 augusti 2015 hämtat från the Wayback Machine. (engelska)